# Sommersdorf (Penkun)
Sommersdorf is een plaats in de gemeente Penkun in de deelstaat Mecklenburg-Voor-Pommeren. De plaats telt ongeveer 220 inwoners. Tot 1998 was Sommersdorf een zelfstandige gemeente.